# 小行星11754
小型星11754（11754 Herbig），天文學臨時編號2560 P-L或1994 QH是一個位在小行星帶的小行星。於1960年9月24日被科内利斯·約翰內斯·萬·豪敦（Cornelis Johannes van Houten）、湯姆·赫雷爾斯（Tom Gehrels）和英格麗·萬·豪敦-格勒內費爾德（Ingrid van Houten-Groeneveld）發現於帕洛马山天文台。該小行星以美國天文學家喬治·赫比格命名。